# 安世熙
安世熙（韓語：안세희，1928年4月22日—2025年5月10日），韩国物理学家。曾任延世大学校长。

## 生平
1928年4月22日生于平安北道新义州。本贯顺兴安氏。1951年毕业于延世大学，获得物理学学士学位。1959年7月毕业于美国西北大学，获得理学博士学位。曾任延世大学研究生院院长、副校长。1980年至1988年，任延世大学校长。1989年至1991年，任韩国物理学会会长。1993年退休。1997年当选大韩民国学术院会员。2025年5月10日逝世。